# 法尔克·霍夫曼
法尔克·霍夫曼（德語：Falk Hoffmann，1952年8月29日—），德国男子跳水运动员。他曾代表东德参加1972年、1976年和1980年夏季奥林匹克运动会跳水比赛，其中1980年奥运会获得一枚金牌。